# Abraham Biejkowski
Abraham Biejkowski herbu Jastrzębiec – pisarz sandomierski w latach 1661-1673, pisarz grodzki kamieniecki w 1642 roku, podstarości radomski w 1660 roku.
Wpisał się na Uniwersytet Krakowski w semestrze zimowym 1632/1633. Był elektorem Michała Korybuta Wiśniowieckiego z województwa sandomierskiego w 1669 roku.